# Biadoliny Szlacheckie
Biadoliny Szlacheckie is een dorp in de Poolse woiwodschap Klein-Polen. De plaats maakt deel uit van de gemeente Dębno (powiat Brzeski).

## Verkeer en vervoar
- Station Biadoliny